# Singapuriola
Singapuriola is een geslacht van rechtvleugeligen uit de familie krekels (Gryllidae). De wetenschappelijke naam van dit geslacht is voor het eerst geldig gepubliceerd in 2012 door Gorochov & Tan.

## Soorten
Het geslacht Singapuriola  is monotypisch en omvat slechts de volgende soort:
- Singapuriola separata (Gorochov & Tan, 2012)